# Ousman Jammeh
Ousaman Jammeh (13 de agosto de 1953) es un político gambiano.

## Educación
Fue educado en la Universidad de Nigeria (Nsukka), en el Finafrica Institute de Milán y en la Universidad de Anglia del Este (MA Rural Development, 1984).

## Carrera política
Ocupó el cargo de Ministro de Relaciones Exteriores de Gambia desde septiembre de 2009 hasta junio de 2010, habiendo ocupado anteriormente el cargo de Ministro de Energía desde mayo de 2008 hasta septiembre de 2009. Nuevamente asignado como Ministro de Energía en junio de 2010, también se desempeñó como Secretario General y Jefe del Servicio Civil en 2011.